# Nascar Nationwide Series 2009
NASCAR Nationwide Series 2009 var ett race som kördes över 35 omgångar.

## Delsegrare
| Bana            | Vinnare         | Märke     |
| --------------- | --------------- | --------- |
| Daytona         | Tony Stewart    | Chevrolet |
| Fontana         | Kyle Busch      | Toyota    |
| Las Vegas       | Greg Biffle     | Ford      |
| Bristol         | Kevin Harvick   | Chevrolet |
| Texas           | Kyle Busch      | Toyota    |
| Nashville       | Joey Logano     | Toyota    |
| Phoenix         | David Ragan     | Ford      |
| Talladega       | David Ragan     | Ford      |
| Richmond        | Kyle Busch      | Toyota    |
| Darlington      | Matt Kenseth    | Ford      |
| Charlotte       | Mike Bliss      | Chevrolet |
| Dover           | Brad Keselowski | Chevrolet |
| Nashville       | Kyle Busch      | Toyota    |
| Kentucky        | Joey Logano     | Toyota    |
| Milwaukee       | Carl Edwards    | Ford      |
| New Hampshire   | Kyle Busch      | Toyota    |
| Daytona         | Clint Bowyer    | Chevrolet |
| Chicagoland     | Joey Logano     | Toyota    |
| Gateway         | Kyle Busch      | Toyota    |
| O'Reilly        | Carl Edwards    | Ford      |
| Iowa Speedway   | Brad Keselowski | Chevrolet |
| Watkins Glen    | Marcos Ambrose  | Toyota    |
| Michigan        | Brad Keselowski | Chevrolet |
| Bristol         | David Ragan     | Ford      |
| Montréal        | Carl Edwards    | Ford      |
| Atlanta         |                 |           |
| Richmond        |                 |           |
| Dover           |                 |           |
| Kansas Speedway |                 |           |
| Fontana         |                 |           |
| Charlotte       |                 |           |
| Memphis         |                 |           |
| Texas           |                 |           |
| Phoenix         |                 |           |
| Homestead       |                 |           |